# FANUC
Fanuc Co., Ltd. (яп. ファナック株式会社 Фанук) — японская компания, производитель оборудования для промышленной автоматизации. Название компании является акронимом от «Fuji Automation NUmerical Control» («Автоматизация технологических процессов и числовое управление компании Fuji»). Деятельность компании «Fanuc» сосредоточена в трёх сферах: ЧПУ и лазерное оборудование, промышленные роботы и станки.
Изделия компании используется такими производителями, как Apple, Boeing, Coca-Cola, Вимм-Билль-Данн, Toyota, General Motors, Volkswagen, Honda, BMW, Ford, Chrysler, Mitsubishi и др.

## История

### «Fanuc Co.,Ltd.»
История компании берет своё начало с 1956 года, когда была основана «Fujitsu Fanuc» — дочерняя компания концерна «Fujitsu». Основной деятельностью компании являлась разработка технологий числового программного управления. Главой компании был избран доктор наук Сейюмон Инаба (Seiuemon Inaba). В этом же году под его руководством была разработана первая система числового управления.
В 1958 году была произведена поставка первой серийной системы числового управления «Fanuc».
В 1972 году компания переименована в «Fujitsu Fanuc» и отделена от концерна «Fujitsu». В этом же году произошло создание первой системы числового программного управления, а также разработка и изготовление первого станка Robodrill в Японии. В 1973 году была произведена установка и ввод в эксплуатацию первой системы ЧПУ и станка Robodrill в Европе. К 1974 году был разработан первый промышленный робот и успешно внедрен на собственном производстве компании «Fanuc». В этом же году доктор С. Инаба стал президентом «Fujitsu Fanuc».
В 1975 году был разработан и произведен первый станок Robocut.
В 1977 году был запущен в эксплуатацию первый станок Robocut в Европе. С этого периода компания начинает экспансию на внешние рынки: учреждена корпорация «Fanuc USA»; в следующем году — «Fanuc Europe S.A.».
В 1982 году компания сменила название «Fujitsu Fanuc Ltd» на «Fanuc Ltd.»
В 1983 год был запущен в эксплуатацию первый промышленный робот в Европе.
В 1984 год был разработан и произведен первый станок Roboshot.
В 1986 год компания начала сотрудничество с «General Electric», результатом чего стало совместное предприятие «GE Fanuc Automation Corporation», более известного как «Fanuc GE CNC». Перед компанией стояла задача разработки технологий ЧПУ и выхода на лидирующие позиции на мировом рынке. В этом же году был запущен в эксплуатацию первый станок Roboshot в Европе.
В 1989 году был создан фонд «Fanuc FA & Robot Foundation», основной деятельностью которого и по сей день является стимулирование развития технологий автоматизации технологических процессов, в особенности с использованием обрабатывающих станков с ЧПУ, промышленных машин и роботов-манипуляторов.
В 1992 году, продолжая политику завоевания новых рынков, компания «Fanuc» совместно с «Beijing Machine Tool Research Institute of the Ministry of Machinery Industry of China» объявили о создании «Beijing-Fanuc Mechatronics Co., Ltd». В этом же году совместно с местными компаниями была основана «Fanuc India Ltd.»
В 1996 году было запущено производство систем ЧПУ серии i, в 2003 году — серии 30i.
В 2009 году было объявлено о прекращении деятельности компании «Fanuc GE CNC» и об учреждении компаний «Fanuc CNC Europe» и «Fanuc CNC America», ставших её преемниками.
В 2012 году начался процесс объединения компаний «Fanuc Automation», «Fanuc Robotics» и «Fanuc Robomachine» в единую корпорацию «Fanuc», который закончился в 2014 году.
На 2015 год по всему миру используется следующая продукция компании:
- 15 млн сервоприводов;
- 3 млн систем ЧПУ;
- 400 тыс. роботов;
- 160 тыс. станков Robodril;
- 45 тыс. станков Roboshot;
- 25 тыс. станков Robocut.

### «Fanuc Europe»
В 1993 году в Люксембурге была основана компания «Fanuc Robotics Europe S.A.» — европейская штаб-квартира робототехнического подразделения компании. В период с 2003 по 2014 год были открыты 16 европейских представительств компании (Бельгия, Великобритания, Венгрия, Германия, Италия, Испания, Польша, Россия, Франция, Чехия и Швейцария).
К 2003 году «Fanuc Robotics» установила 20 тыс. роботов на территории Европы.

#### «Fanuc Россия»
В 2003 году в Москве был открыт офис «Fanuc Автоматизация», специализирующийся на продажах и техническом обслуживании систем ЧПУ. В 2008 году создана компания «Fanuc Robotics Россия». В январе 2009 в Москве и в Калуге были открыты офисы и центры обучения «Fanuc Роботикс».
К 2015 году произошло слияние компаний «Fanuc Роботикс Россия» и «Fanuc Автоматизация» в единую компанию «Fanuc Россия». Головной офис компании находится в Москве. Также на территории России и СНГ открыто 6 учебных центров — в Москве, Санкт-Петербурге, Калуге, Набережных Челнах, Киеве и Днепропетровске.
На 2015 год на территории Российской Федерации и СНГ установлено 12 тыс. систем ЧПУ, 1300 промышленных роботов и около 200 станков производства «Fanuc».
В 2016 году Президент России Владимир Путин подписал соглашение с японской компанией Fanuc о создании в России исследовательского центра в сфере робототехники в подмосковном Сколково. В марте 2019 года начато строительство Инжинирингового центра FANUC в Сколково первой очереди, общей площадью 6,5 тыс. м².

#### «Fanuc Украина»
В 2014 году в Киеве был открыт главный офис «Fanuc» на Украине, а также учебный центр в Днепре по направлениям промышленных роботов, систем ЧПУ и станков.
На 2016 год на территории Украины установлено 800 систем ЧПУ, 150 промышленных роботов и 10 станков производства «Fanuc».

## Структура компании
В числе самых крупных представительств компании «Fanuc» — 14 компаний в Азии, 4 в Америке, 21 в Европе (включая Россию) и одна в Южной Африке.

### Европа
- «Fanuc Europe Corporation»

### Америка
- «Fanuc America Corporation»

### Азия
- «Fanuc Korea Corporation»
- «Beijing-Fanuc Mechatronics Co., Ltd»
- «Fanuc Taiwan Limited»
- «Shanghai-Fanuc Co., Ltd»
- «Fanuc India Private Ltd»

## Направление деятельности

### Роботы
Модельный ряд роботов «Fanuc» включает в себя следующие разновидности промышленных роботов:
- антропоморфные роботы;
- дельта-роботы;
- роботы для паллетизации;
- роботы для дуговой сварки;
- роботы для точечной сварки;
- покрасочные роботы;
- портальные роботы;
- коллаборативные роботы.

### Системы ЧПУ
Системы ЧПУ «Fanuc» используются в следующих работах:
- фрезерование;
- токарная обработка;
- шлифование;
- перфорирование;
- укладка;
- сортировка;
- позиционирование;
- упаковка;
- распиловка;
- прессование.

Также производится различное лазерное оборудование.

### Станки
Модельный ряд станков компании «Fanuc» работает в трёх направлениях:
- сверлильно-фрезерные обрабатывающие центры Robodrill;
- электроэрозионные проволочно-вырезные станки серии Robocut;
- электрические термопластавтоматы серии Roboshot;
- высокоточные обрабатывающие центры Robonano.

Все компоненты (контроллеры, усилители и двигатели) разрабатываются компанией в Японии.

### Программное обеспечение
Компания «Fanuc» выпускает своё собственное программное обеспечение, направленное на офлайн-моделирование технологического процесса, в котором задействовано оборудование «Fanuc». Основное программное обеспечение: «Roboguide» и «NC Guide».